# Mormaison
Mormaison – miejscowość i dawna gmina we Francji, w regionie Kraj Loary, w departamencie Wandea. W 2013 roku liczba ludności wynosiła 1084 mieszkańców. 
W dniu 1 stycznia 2016 roku z połączenia trzech ówczesnych gmin – Mormaison, Saint-André-Treize-Voies oraz Saint-Sulpice-le-Verdon – utworzono nową gminę Montréverd. Siedzibą gminy została miejscowość Saint-André-Treize-Voies. 